# Бочкарёв, Виктор Иванович
Виктор Иванович Бочкарёв (19 июня 1934, Усть-Чарышская Пристань, Усть-Пристанский район, Алтайский край, РСФСР, СССР — 13 июля 1990, с. Чек-Карагай, Володарский район, Кокчетавская область) — советский хозяйственный, государственный и политический деятель, Герой Социалистического Труда.

## Биография
Родился 19 июня 1934 года в селе Усть-Чарышская Пристань. Член ВКП(б).
С 1949 года — на хозяйственной, общественной и политической работе. В 1949—1994 гг. — слесарь, помощник комбайнёра МТС «30 лет Октября» в Усть-Калманском районе Алтайского края, слесарь автобазы треста «Стройгаз» в Барнауле, шофёр Володарской автобазы № 7, шофёр совхоза «Сырымбетский» Володарского района Казахской ССР, член совхозного партбюро, председатель группы народных контролёров, депутат Володарского районного Совета депутатов трудящихся.
Указом Президиума Верховного Совета СССР от 19 апреля 1967 года присвоено звание Героя Социалистического Труда с вручением ордена Ленина и золотой медали «Серп и Молот».
Заочно окончил отделение механизации сельского хозяйства в Боровском лесном техникуме.
Умер 13 июля 1990 года. Похоронен на кладбище села Чек-Карагай Айыртауского района.